# Naszość

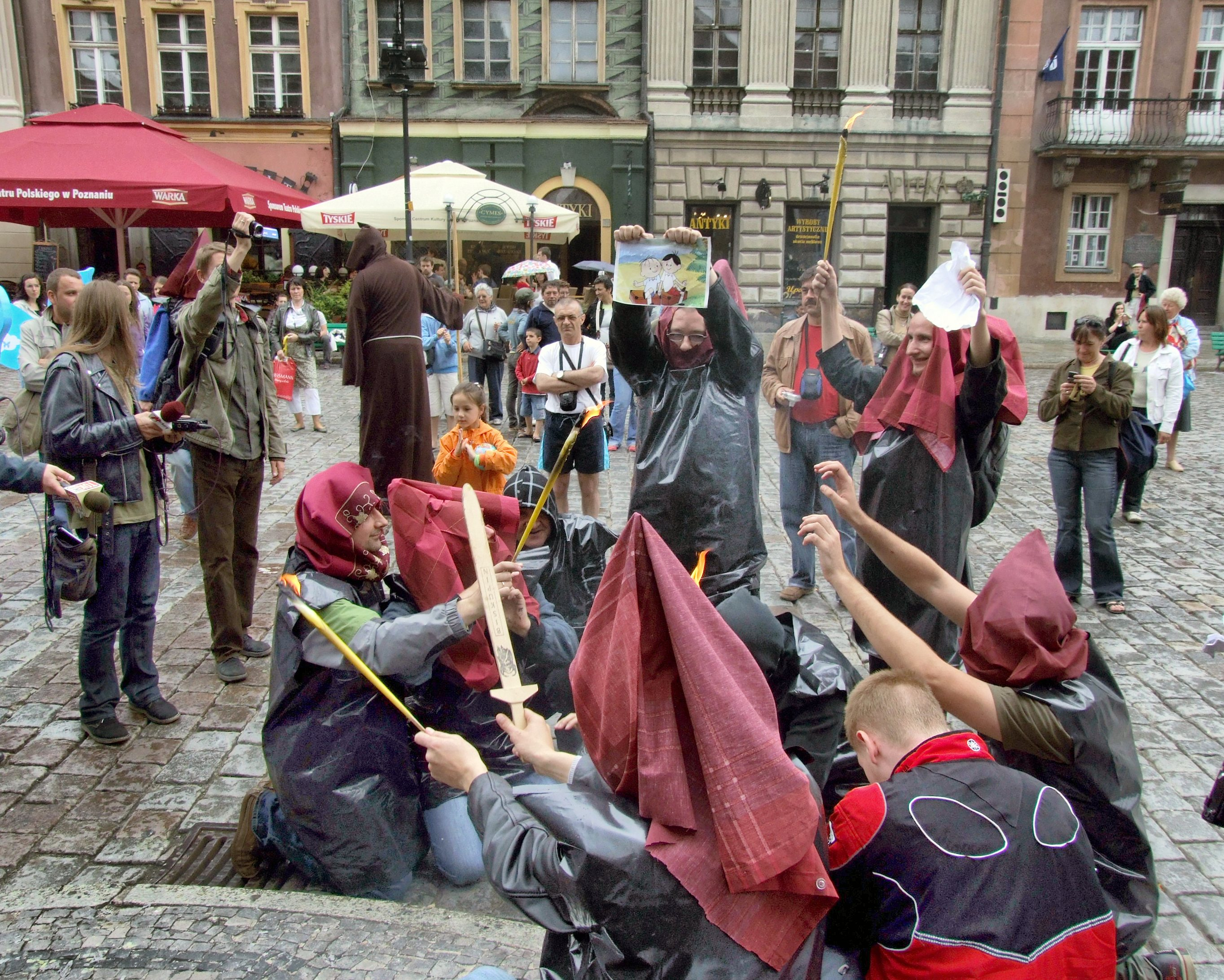
Naszość oddaje pokłon TW Bolek w czasie akcji „Spalić Pawła Zyzaka”

Akcja Alternatywna „Naszość” – grupa happeningowa powstała w końcu lat 80. Działa głównie w Poznaniu oraz innych miastach Polski, m.in. w Warszawie, Wrocławiu, Krakowie, Gdańsku czy Węgorzewie. Głównym ośrodkiem powstawania ruchu było VII Liceum Ogólnokształcące im. Dąbrówki w Poznaniu.

## Cele
- Przeprowadzenie prawicowej kontrrewolucji
- Picie napojów pomocniczych i obrady Rady Kontrrewolucji, najczęściej w sobotnio-niedzielną noc na ulicach i w lokalach Poznania
- Wolna Polska
- Wolna Czeczenia
- Przeciwdziałanie układom korupcyjnym
- Pisanie poezji

## Hasła
- Nasz cel: Głupota
- Tylko dla Nienormalnych
- Flaki z nietoperza – kup bo w dziób
- Pierwszy maja dniem Samuraja
- Nie bój się Putina, pij gruzińskie wina
- Towarzyszu, w wolnej chwili weź popełnij harakiri

## Akcje
- Kwas jaja w Paryżu – obrzucenie jajami w maju 1997 Aleksandra Kwaśniewskiego, ówczesnego prezydenta RP.

### Konsulat rosyjski w Poznaniu2000
W dniu 23 lutego 2000 roku, w trakcie demonstracji przeciwko wojnie w Czeczenii, członkowie organizacji Akcja Alternatywna „Naszość” doprowadzili do napaści na konsulat Federacji Rosyjskiej i sprofanowania rosyjskiej flagi.

### „Dinozaury” 1 maja 2001
Działacze „Naszości” pojawili się w Poznaniu na Placu Bernardyńskim w czasie manifestacji SLD przebrani za dinozaury. Wznosili hasła: SLD: Park Jurajski, Millerozaur do mezozoiku, Gdzie jest pterodaktyl Krystyna Łybacka?

### Rocznica rewolucji 7 listopada 2001
Członkowie „Naszości” w czapkach z czerwonymi gwiazdami, z tekturowym krążownikiem „Aurora” i portretami Lenina, Stalina oraz Leszka Millera, wznosząc okrzyki Leszek Miller to nasz führer szturmowali w Poznaniu biuro poselskie Sylwii Pusz z SLD. Nawoływali przy tym do gwałtów i grabieży, a także zaczepiali kobiety, informując je, że są wspólnym dobrem. Interweniującej policji tłumaczyli: Szturmujemy Pałac Zimowy, dziś jest 84. rocznica rewolucji październikowej. Piotr Lisiewicz, według źródeł policyjnych, podczas legitymowania miał przedstawić się jako Włodzimierz Ilicz Lenin. W związku z zarzutem, iż umyślnie wprowadził w błąd funkcjonariusza policji co do tożsamości własnej, podając iż nazywa się Włodzimierz Ilicz Lenin, a faktycznie nazywa się Piotr Lisiewicz stanął w 2002 r. przed sądem. Na proces przychodził w charakterystycznej czapce „leninówce” i wykonywał „leninowskie” gesty, twierdził także, że wierzy, iż jest inkarnacją Lenina, do czego ma prawo na podstawie Artykułu 53 Konstytucji RP, gwarantującego każdemu wolność sumienia i religii. Sąd uniewinnił oskarżonego.

### „Gruszki” 1 maja 2002
Uczestnicy happeningu w Poznaniu na Placu Bernardyńskim mieli na głowach witki wierzbowe, a w rękach kartonowe gruszki, ozdobione wizerunkiem premiera Leszka Millera. Nawiązali w ten sposób do przedwyborczej wypowiedzi Millera, że jeśli SLD obieca, to na wierzbie wyrosną gruszki, a tymczasem, według słów Piotra Lisiewicza zamiast gruszek wyszła wielka lipa. Wznosili okrzyki Przeżyliśmy już Hitlera, przeżyjemy i Millera i A na wierzbie zamiast gruszek będzie wisiał dziś komuszek.

### „Kosmici” 1 maja 2003
Członkowie „Naszości” pojawili się na Placu Bernardyńskim w Poznaniu przebrani za „zielonych ludzików” – w zielonych ubraniach, z zielonymi czułkami i twarzami pomalowanymi na zielono. Oświadczyli: Przybywamy z Marsa. Chcemy zabrać tam premiera Leszka Millera, znanego w całym kosmosie. Niech Miller weźmie w kosmos swojego rzecznika Tobera jako psa Łajkę, bo jest tak samo wyszczekany i baronową Łybacką jako Tierieszkową. Potem skandowali hasła: Skończyła się farsa, Miller na Marsa, SLD w kosmos chce!, Tierieszkowa Walentyna to Millera jest dziewczyna !, To kosmici wysłali Rywina! Nawiązując do inwektywy rzuconej kilka dni wcześniej przez Leszka Millera pod adresem Zbigniewa Ziobry, twierdzili Lepiej być zerem niż Leszkiem Millerem!. Po imprezie złożyli do prokuratury zawiadomienie, iż policja skonfiskowała im zielony kisiel.

### „Odpiłowywanie Millera od stołka” 14 czerwca 2003
Happening odbył się w centrum Poznania. Jeden z uczestników w masce Leszka Millera kurczowo trzymał się stołka, na którym siedział, a trzech innych odgrywało role lekarzy-chirurgów i starało się go odpiłować. „Miller” śpiewał na melodię przeboju zespołu „Ich Troje”: A wszystko to, bo stołek kocham i nie wiem jak bez niego mógłbym żyć. Chodź pokażę ci, czym dla mnie stołek jest. Dla stołka zabiję się. Piotr Lisiewicz ogłosił: Sejmowi nie udało się w piątek odpiłować od stołka premiera Leszka Millera, my jako lekarze najlepszej kliniki rządowej im. Mariusza Łapińskiego postanowiliśmy odpiłować premiera od stołka. Przed operacją pacjent został szczegółowo zbadany: Okazało się, że ma brudne uszy, bo nie słyszy krytyki, ma klapki na oczach, bo nie wszystko dobrze widzi, i ma lepkie ręce. Jedynym zdrowym organem jest cięty język – powiedział Lisiewicz.

### „Titanic” 6 marca 2004 r.
Grupa członków „Naszości” próbowała dostać się na konwencję SLD w warszawskim hotelu Gromada, wnosząc makietę RMS Titanic z logo SLD na burcie. W planach było ustawienie tekturowego statku na stole prezydialnym i odśpiewanie przeboju Zostawcie Titanica z repertuaru Lady Pank, bowiem zdaniem Piotra Lisiewicza historia „Titanica” i słowa Tam ciągle gra muzyka i oni tańczą wciąż doskonale symbolizowały sytuację w SLD w końcowym okresie rządów Leszka Millera. Według późniejszych wyjaśnień w sądzie, „Naszość” chciała także przekazać SLD koło ratunkowe oraz brzytwę, przeznaczoną do chwytania przez tonących. Jolanta Banach, kandydatka na szefową SLD, miała otrzymać propozycję startu w wyborach miss mokrego podkoszulka na tonącym statku. Plany te zostały udaremnione przez policję. W efekcie, dalsza część happeningu miała miejsce przed budynkiem hotelu, gdzie odśpiewano Zostawcie Titanica, a także intonowano hasła Beton, beton trzymaj się, Nie boję się gdy ciemno jest, beton za rękę prowadzi mnie. Trzy przejeżdżające w pobliżu betoniarki zostały przywitane okrzykami Beton przyjechał i Na zjazd SLD tamtędy.
Piotr Lisiewicz otrzymał zarzut nielegalnego wnoszenia tekturowego „Titanica” na konwencję, a tym samym zorganizowania nielegalnego zgromadzenia. Bronił się argumentując, iż nie zamierzał organizować zgromadzenia, a jedynie wręczyć członkom SLD sympatyczny prezent, gdyż „Naszość” była zatroskana o ich los. Powstanie zgromadzenia miała spowodować policja, która źle zrozumiała intencje członków „Naszości” i stłoczyła ich w jednym miejscu. Ci ostatni byli świadomi, że uformowanie grupy większej niż 15 osób może być uznane za niebezpieczne, nielegalne zgromadzenie, i w związku z tym podejmowali próby jego opuszczenia, biegnąc jak najszybciej w kierunku sali, gdzie obradowało SLD, jednak policja zaganiała ich z powrotem w jedno miejsce.

### „Jelenie” 1 maja 2005
Akcja została zorganizowana w Poznaniu w tym samym miejscu, co 1-majowa manifestacja SLD. Członkowie „Naszości” manifestowali w samej bieliźnie i z tekturowymi porożami na głowach, sugerując, że głosowali na SLD, a partia ta po dojściu do władzy zrobiła ich w jeleni. Spowodowało to reakcję organizatorów manifestacji SLD i podanie do sądu członków „Naszości” pod pretekstem zakłócania wiecu SLD. Na rozprawę sądową pozwani stawili się, tak jak na manifestacji, tj. w samej bieliźnie oraz z porożami tekturowymi na głowie. Każda rozprawa przed sądem w ww. sprawie była kolejnym happeningiem „Naszości”. Woźny sądu, w którym odbywała się pierwsza rozprawa, nie wpuścił w tym stanie przedstawicieli „Naszości” na teren Sądu. W odpowiedzi na to pozwani postanowili wyzbyć się dowodów osobistych poprzez wyrzucenie ich do śmieci, gdyż uważali, jak powiedział ich przywódca, iż nie są traktowani jak ludzie, tylko jak jelenie. Na kolejne rozprawy pozwani przyszli w garniturach (już nie nago) i z tekturowymi porożami na głowach, śpiewając pieśń Ta ostatnia rozprawa na melodię Ta ostatnia niedziela. Na rozprawę w dniu 13 grudnia założyli czarne okulary (i poroża). Wydanie wyroku 6 marca 2006 r. (w dniu wręczenia Oscarów) poprzedził happening wzorowany na oscarowej gali. Były nominacje i nagrody (Złote jelenie) dla uczestników sądowego serialu.
Relacje z niektórych rozpraw:    
„Jestem kawalerem, bo żadna łania mnie nie chce. Chyba że wysoki sąd mnie zechce? – powiedział Jarosław Czarnecki, działacz Akcji Alternatywnej „Naszość”, zapytany o stan cywilny podczas rozprawy o zakłócenie 1-majowego wiecu SLD w przebraniu jelenia. Sędzia Sądu Grodzkiego w Poznaniu uznała to za obrazę sądu i ukarała obwinionego grzywną w wysokości 300 złotych.” Cytat z obrad sądu.

### „Parada onanistów” 18 listopada 2005
Happening był reakcją na Marsz Równości, zorganizowany w Poznaniu w listopadzie 2005 roku. „Naszość” oficjalnie zgłosiła władzom Poznania chęć zorganizowania manifestacji z udziałem 400 tysięcy osób, a Piotr Lisiewicz w zgłoszeniu napisał, że 18 listopada 2005 organizuje zgromadzenie o oficjalnej nazwie Marsz Onanistów. Celem manifestacji był protest przeciwko nietolerancji i dyskryminacji onanistów. Akcja odbyła się w przewidzianym terminie, ale wzięło w niej udział tylko kilkanaście osób.
Organizatorzy domagali się m.in. spełnienia następujących postulatów:
- zwolnienia usług internetowych z podatku VAT,
- reaktywacji kultowego pisma „Sex Donosiciel”,
- zaprzestania dofinansowania przez państwo produkcji prezerwatyw, które jak wyjaśnił Lisiewicz, są bezużyteczne dla onanistów,
- zrównania w terminologii medycznej aktu samogwałtu ze stosunkiem seksualnym,
- prawa do adopcji dzieci przez onanistów,
- sfinansowania przez władze „Kampanii Przeciwko Ignorancji”, która miała uświadomić społeczeństwo, że onanizm jest taką samą orientacją seksualną jak inne.

Manifestanci zamierzali uświadamiać społeczeństwo, że masturbacja, określana przez nich jako onanistyczna orientacja seksualna sprzyja zwalczaniu AIDS i ptasiej grypy. „Naszość” apelowała do potencjalnych uczestników o przyniesienie trzepaczek, symbolu onanistycznej dumy. Trzepaczkami, jako środkiem dyscyplinującym, miała się również posługiwać Straż Onanistyczna, ochraniająca manifestację. W planach wymieniono także pokazy filmów Kina Onanistycznego Niepokoju oraz warsztaty onanistyczne. Udział 400 tysięcy osób w tej manifestacji Naszość uzasadniła statystykami, czerpanymi z badań naukowych lekarzy seksuologów, a mówiącymi, że masturbację uprawia 90% mężczyzn i 60% kobiet. Organizatorzy prosili władze miasta o liczną i dobrze uzbrojoną ochronę ze strony policji, ponieważ – jak wyjaśnili – obawiali się ataków ze strony agresywnych bojówek homoseksualistów i heteroseksualistów.

### „Nie udawajcie aniołków” 1 maja 2006
„Naszość” zorganizowała w Poznaniu happening, w którym członkowie grupy wmieszali się w grupę demonstrantów SLD. Sześciu uczestników było przebranych za diabły z tekturowymi rogami i widłami, zaś jeden w białym stroju i maską Wojciecha Olejniczaka za anioła. „Diabły” krzyczały w stronę przedstawicieli lewicy Nie udawajcie aniołków! Na widok Krystyny Łybackiej wołano Dajcie diablicę pod tablicę!, a ona replikowała Teraz widać, kto miesza w politycznym kotle. „Anioł” z twarzą lidera SLD został umieszczony przez „diabły” w metalowym kociołku, czemu towarzyszyły hasła Olejniczak do oleju!, Jaruzelski, syn diabelski! i Napieralski, czyn szatański!. Lider „Naszości” wyjaśniał: Rok temu w tym samym miejscu posłanka Łybacka radziła nam: „Idźcie do diabła”. Spełniamy więc jej marzenie.

### „Narcyz” 1 maja 2007
„Naszość” zorganizowała happening pod kryptonimem „Narcyz”, będący odpowiedzią na poznańską manifestację SLD, został on jednak zablokowany przez policję, a większość uczestników została zatrzymana z użyciem środków przymusu. Policja zarzuciła uczestnikom napaść na funkcjonariuszy, czemu przedstawiciele „Naszości” zaprzeczyli. W trakcie happeningu nawiązano do wypowiedzi z „taśm Oleksego”, np. okrzykami My jesteśmy brzytwy z Kwaśniewskiego sitwy.

### „Samuraje” 1 maja 2008
Członkowie „Naszości” przebrani za samurajów pojawili się na poznańskim Placu Mickiewicza na kilkanaście minut przed oficjalnym rozpoczęciem wiecu lewicy. Mieli srebrne atrapy mieczów samurajskich i transparent Pierwszy maja dniem Samuraja. Piotr Lisiewicz powiedział: Uważamy, że w obecnej sytuacji politycznej postkomunistycznej lewicy jedynym dobrym dla niej rozwiązaniem jest rytualne seppuku. Partia nie ma poparcia i łączy się przez podział. Towarzyszu, w wolnej chwili weź popełnij harakiri. Na cześć Krystyny Łybackiej wołano Hej Łybacka, nasza gejsza, wśród działaczek najpiękniejsza. Gnieźnieński radny SLD Łukasz Naczas podjął polemikę z aktywistami „Naszości” i bezskutecznie próbował ich przekonać do ideałów SLD. Happening zakończył się interwencją policji; jedenastu uczestników usłyszało zarzut zakłócania manifestacji, jednemu zarzucono napaść na funkcjonariuszy policji.
- Film z happeningu „Samuraje”

### Wizyta gen. Jaruzelskiego w Poznaniu, 6–11 marca 2009
Gdy w 2009 r. poznańska Wyższa Szkoła Nauk Humanistycznych i Dziennikarstwa wspólnie z tzw. Studencką Radą Miasta Poznania zaprosiła generała Wojciecha Jaruzelskiego, działacze „Naszości” przybyli 6 marca do siedziby WSNHiD mając na głowach birety ozdobione czerwoną gwiazdą, bowiem ich zdaniem jest to najbardziej czerwona uczelnia na zachód od Bugu. Piotr Montowski odśpiewał pieśń Gaudeamus igitur, włóż komuchu garnitur, z fragmentami Vivat Academia, vivant professores, chociaż professores, czerwones upiores. Krzysztof Konieczka zaśpiewał piosenkę dedykowaną Studenckiej Radzie Miasta Zamiast chodzić na dziewuchy, zamiast piwo wlewać w brzuchy, inwestują w swą karierę, dyskutując z Jaruzelem. Piotr Lisiewicz prosił rektora Karola Olejnika, by ten pozwolił mu – jako Leninowi – poprowadzić spotkanie z Jaruzelskim i wygłosić laudację na jego cześć, jednak prof. Olejnik nie wyraził na to zgody. Policjantów, którzy legitymowali uczestników happeningu wychodzących z budynku, Lisiewicz pouczył, że dowód osobisty jest wynalazkiem Lenina.
- Relacja filmowa z happeningu

W dniu wizyty Jaruzelskiego na WSNHiD 11 marca 2009 „Naszość” przebrana za oddział ZOMO pojawiła się pod budynkiem uczelni w celu „zapewnienia bezpieczeństwa” generałowi oraz innym przedstawicielom LWP zaproszonym na spotkanie przez studentów uczelni. Wysiadający z samochodu Jaruzelski został przywitany waleniem pałkami w „milicyjne” tarcze i okrzykami ZOMO z tobą, Wojtek, trzymaj się. Również kilka godzin później odjeżdżającego po spotkaniu generała „Naszość” pożegnała śpiewem i machaniem pałek.

### „Piraci” w Sopocie, 20 marca 2009
„Naszość” w strojach piratów pojawiła się na sesji rady miasta Sopotu w dniu, gdy miało się odbyć głosowanie w sprawie zwołania referendum dotyczącego odwołania Jacka Karnowskiego ze stanowiska prezydenta miasta. Dziennikarzom rozdawano oświadczenie, iż pływając po morzach i oceanach słyszeli dużo o sławnym mieście Sopot, gdzie pod rządami rozbójnika płoną dyskoteki i przypłynęli by udzielić wsparcia bratu w rozbójniczym procederze – Jackowi Karnowskiemu. Na sali obrad, tańcząc i śpiewając, „piraci” próbowali wręczyć bohaterowi afery sopockiej rum, czapkę piracką i płetwy. Skandowali przy tym: Jacek Karnowski największym piratem Polski! Na stwierdzenie Karnowskiego, że czuć od nich alkohol, Piotr Lisiewicz zapewniał My cały czas zażywamy rum! Wręczał też prezydentowi pluszową papugę, twierdząc, że jest to papuga z sopockiej kancelarii i przyda mu się na sali sądowej.

### „Ratownicy” 1 maja 2009
Pierwszomajowy happening w Poznaniu nawiązywał do serialu „Słoneczny patrol”. Na początek jeden z uczestników wjechał rowerem do fontanny pod Teatrem Wielkim. Piotr Lisiewicz informował, że ratownicy przybyli udzielić pomocy tonącemu SLD i chronić krokodyle, grube ryby, a nawet leszcze i zwykłe płotki należące do tej partii. W ramach akcji próbowano m.in. zakładać koło ratunkowe działaczom lewicy składającym kwiaty pod pomnikiem oraz wręczać im płetwy. Skandowane hasła to m.in. Eja, Łybacka, gdzie twoja karta pływacka?!, Mamy właśnie takie gusta, z komunistą usta-usta!, Czerwony czepek załóż komuchu na łepek!
- Relacja filmowa z happeningu „Ratownicy”

### Powitanie marszałka Komorowskiego 14 czerwca 2010
Happening miał miejsce przed spotkaniem kandydata Platformy Obywatelskiej w przedterminowych wyborach prezydenckich w 2010, Marszałka Sejmu Bronisława Komorowskiego ze studentami Wyższej Szkoły Nauk Humanistycznych i Dziennikarstwa w Poznaniu. Działacze Naszości mieli zamiar wręczyć Komorowskiemu szalik reprezentacji Rosji (rzekomo „szalik tego kraju, którego interesy najwyżej zawsze stawiał. (...) cenniejszy od szalika reprezentacji Polski, który Komorowski otrzymał od Donalda Tuska”).
Aktywiści mieli też przy sobie pluszowego kaszalota (było to nawiązanie do wypowiedzi marszałka, który nazwał Dunki służące w marynarce wojennej „kaszalotami”). Mieli ze sobą trzy psy ubrane w koszulki z napisami KGB, FSB i WSI, i skórę dzika. Jeden z uczestników happeningu przebrał się za bobra niszczącego wały przeciwpowodziowe. Uczestnicy happeningu przynieśli transparenty: „Poznań poskąpi głosów” oraz „Pamiętaj głupku o gazie z łupków”. Wznosili też okrzyki: „Bronek szukasz jelenia” oraz „Bronek tyś najpiękniejszy z całej WSI”. Do spotkania „Naszości” z Bronisławem Komorowskim jednak nie doszło. Marszałek do budynku wszedł tylnymi drzwiami, a aktywiści zostali wyproszeni z budynku.

## Wydawnictwa
- Wydanie w 2005 r. poezji: Flaki z Nietoperza – Manifest poetycki Akcji Alternatywnej „Naszość”
- Od roku 1995 ukazywała się w nieoficjalnym obiegu gazetka Naszość

## Film dokumentalny
W 2022 r. ukazał się film dokumentalny pt. Naszość - tylko dla nienormalnych w reżyserii Magdaleny Piejko poświęcony historii grupy i jej działalności oraz poszczególnym jej działaczom i sympatykom. Premiera filmu odbyła się 14 kwietnia 2023 za granicą i 25 sierpnia 2023 w kraju. Film został on wyemitowany przez Telewizję Polską S.A. na antenie TVP1 i udostępniony w internecie na należącym do TVP serwisie internetowym TVP VOD. 31 grudnia 2023 film został po raz pierwszy wyemitowany na antenie Telewizji Republika.